# Zygogynum
Zygogynum is een geslacht uit de familie Winteraceae. De soorten komen voor in Australië, Nieuw-Guinea, Nieuw-Caledonië, de Salomonseilanden en Lord Howe-eiland. Achttien soorten zijn endemisch op Nieuw-Caledonië.

## Soorten
- Zygogynum acsmithii Vink
- Zygogynum amplexicaule (Vieill. ex P.Parm.) Vink
- Zygogynum archboldianum (A.C.Sm.) Vink
- Zygogynum argenteum (A.C.Sm.) Vink
- Zygogynum baillonii Tiegh.
- Zygogynum bicolor Tiegh.
- Zygogynum bosavicum Vink
- Zygogynum bullatum (Diels) Vink
- Zygogynum calophyllum (A.C.Sm.) Vink
- Zygogynum calothyrsum (Diels) Vink
- Zygogynum clemensiae (A.C.Sm.) Vink
- Zygogynum comptonii (Baker f.) Vink
- Zygogynum crassifolium (Baill.) Vink
- Zygogynum cristatum Vink
- Zygogynum cruminatum Vink
- Zygogynum cyclopensis Vink
- Zygogynum fraterculus Vink
- Zygogynum haplopus (B.L.Burtt) Vink
- Zygogynum howeanum (F.Muell.) Vink
- Zygogynum ledermannii (Diels) Vink
- Zygogynum longifolium (A.C.Sm.) Vink
- Zygogynum mackeei Vink
- Zygogynum megacarpum (A.C.Sm.) Vink
- Zygogynum montanum (Lauterb.) Vink
- Zygogynum oligocarpum (Schltr.) Vink
- Zygogynum oligostigma Vink
- Zygogynum pachyanthum (A.C.Sm.) Vink
- Zygogynum pancheri (Baill.) Vink
- Zygogynum pauciflorum (Baker f.) Vink
- Zygogynum polyneurum (Diels) Vink
- Zygogynum pomiferum Baill.
- Zygogynum queenslandianum (Vink) Vink
- Zygogynum schlechteri (Guillaumin) Vink
- Zygogynum schramii Vink
- Zygogynum semecarpoides (F.Muell.) Vink
- Zygogynum sororium (Diels) Vink
- Zygogynum staufferianum Vink
- Zygogynum stipitatum Baill.
- Zygogynum sylvestre (A.C.Sm.) Vink
- Zygogynum tanyostigma Vink
- Zygogynum tieghemii Vink
- Zygogynum umbellatum (Ridl.) Vink
- Zygogynum vieillardii Baill.
- Zygogynum vinkii F.B.Sampson
- Zygogynum whitmoreanum Vink

... · 
Drimys · 
Pseudowintera · 
Takhtajania · 
Tasmannia · 
Zygogynum · 
...